# Nueva Federación Madrileña

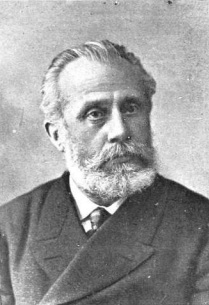
Pablo Iglesias, uno de los fundadores de la Nueva Federación Madrileña, a principios del.

La Nueva Federación Madrileña fue una sección de la Asociación Internacional de Trabajadores (AIT) en España fundada en julio de 1872 por el grupo de marxistas madrileños expulsados de la Federación Regional Española de la AIT de mayoría bakuninista. Aunque tuvo una corta vida, sus miembros encabezados por Pablo Iglesias y Francisco Mora Méndez fueron los que ocho años más tarde fundaron el Partido Socialista Obrero Español.

## El enfrentamiento entre marxistas y bakuninistas en el seno de la FRE-AIT
A partir de la Comuna de París (marzo-mayo de 1871) y de la posterior Conferencia de Londres de la Asociación Internacional de Trabajadores (AIT) celebrada en septiembre, en la que se impusieron las tesis marxistas sobre las bakuninistas, una parte de la sección madrileña de la Federación Regional Española de la AIT (FRE-AIT, integrada por los redactores del diario La Emancipación, algunos de los cuales pertenecían al Consejo Federal —Pablo Iglesias, Francisco Mora Méndez, José Mesa, Víctor Pagés—, empezó a asumir la tesis marxistas «politicistas» que chocaban con las tesis bakuninistas «apoliticistas» mayoritarias en la FRE-AIT. Así en noviembre Francisco Mora comenzó a cartearse con Engels.

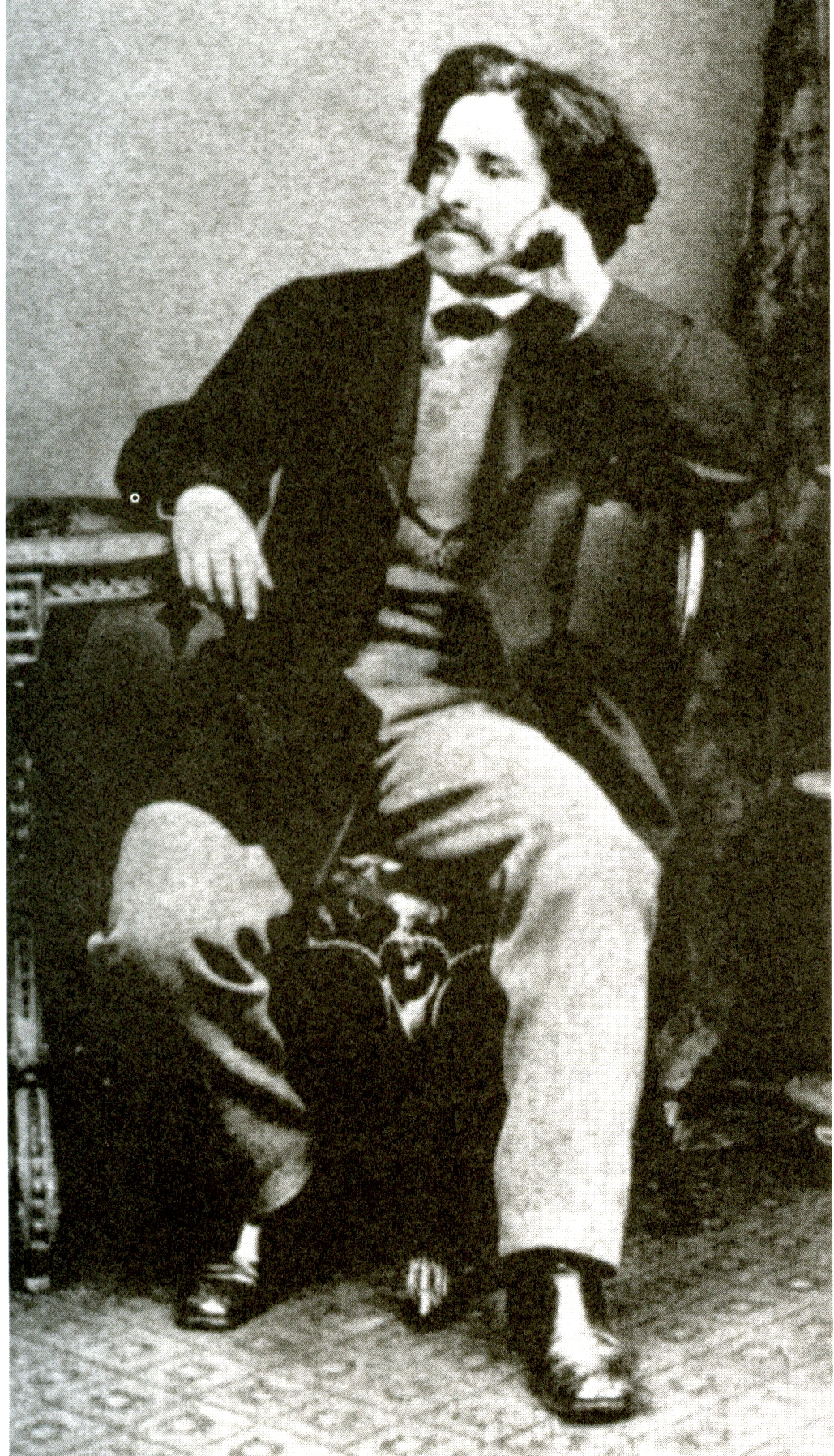
Paul Lafargue en 1871.

El hecho decisivo para la consolidación del grupo marxista madrileño lo constituyó la llegada a Madrid en diciembre del yerno y la hija de Marx, Paul Lafargue y su esposa Laura Marx —junto con su hijo pequeño que moriría al año siguiente—, después de haber entrado en España en agosto huyendo de la represión de la Comuna de París. Lafargue se puso en contacto inmediatamente con el Consejo Federal y con la Federación madrileña a cuyos miembros explicó que el programa de la Internacional era contrario al que defendía la Alianza Internacional de la Democracia Socialista de Bakunin. Por esta razón Tomás González Morago, que era miembro de la Alianza, se enfrentó con Lafargue en la asamblea de la Federación madrileña que tuvo lugar el 7 de enero de 1872 y además empezó a publicar un nuevo periódico llamado El Condenado para combatir los artículos marxistas publicados por La Emancipación. Al mes siguiente los redactores de este periódico enviaron una carta al Partido Republicano Federal para que se definiera sobre la Internacional y explicara cómo actuaría con ella si llegaba al gobierno —y qué opinaba sobre el tema «emancipación de los trabajadores»—, iniciativa que fue desautorizada por la Federación madrileña, donde los aliancistas encabezados por Morago tenían la mayoría. Así a principios de marzo aprobó la expulsión del grupo marxista pero el Consejo federal anuló la decisión hasta que se reuniera el Congreso de Zaragoza. A los miembros del grupo expulsado comenzó a llamárseles «autoritarios», mientras que los que defendían las posiciones bakuninistas se llamaron a sí mismos «antiautoritarios».
El Congreso de Zaragoza celebrado en abril de 1872 se ocupó del conflicto surgido en la Federación madrileña con la redacción del periódico La Emancipación y decidió dejar sin efecto la expulsión. Sin embargo, triunfaron las tesis bakuninistas y se eligió un nuevo Consejo de mayoría aliancista. Así cuando los miembros del grupo de La Emancipación fueron de nuevo expulsados en junio ya no intervino. Esta vez el motivo del conflicto fue la decisión del grupo marxista de enviar a todas las secciones de la Alianza una circular con fecha del 2 de junio en la que les anunciaba que la de Madrid se autodisolvía e invitaba al resto a hacer lo mismo —aunque solo la sección de Cádiz les apoyó—. La actitud del Consejo Federal motivó la dimisión el 20 de junio de uno de sus miembros, Anselmo Lorenzo —según Josep Termes, «cuando las divergencias entre marxistas y bakuninistas hicieron inviable su posición ecléctica, o ambigua»—. En El proletariado militante publicado muchos años después Lorenzo recordó:

Durante el corto período de dos meses que permanecí en Valencia como individuo del Consejo Federal sufrí mucho. Mis compañeros me miraban con desconfianza; mi correspondencia particular con los compañeros de Madrid que conmigo habían formado el Consejo Federal de Madrid les inquietaba, y llegaron a abrir alguna carta mía antes de entregármela, pretextando que la habían abierto por equivocación…

## El nacimiento de la Nueva Federación Madrileña
Los nueve expulsados (Francisco Mora, Ángel Mora, Pablo Iglesias, Valentín Sáez, José Mesa, Víctor Pagés, Hipólito Pauly, Inocente Calleja y Luis Cantillón), junto con cinco afiliados más, constituyeron el 8 de julio de 1872 la Nueva Federación Madrileña, solicitando a continuación su reconocimiento por el Consejo Federal de la FRE-AIT pero éste se lo denegó, a pesar de que recibió la adhesión de algunas Federaciones. Entonces intervino el Consejo General de Londres que reconoció a la Nueva Federación Madrileña como miembro de la AIT, independientemente de la Federación Regional Española. Sin embargo, la escisión marxista de la FRE solo fue seguida por una docena de federaciones locales, integradas por cerca de 200 militantes, mientras que el resto de federaciones, unas 150 con 15.000 afiliados, se mantuvieron fieles a la línea "apolítica" bakuninista.
El Consejo Federal publicó una circular en La Federación el 4 de agosto en la que decía:

Sepa el burgués de Lafargue y sus amigos particulares, y esto lo decimos muy alto; sépanlo todos los que contra el proletariado conspiran, que la región española no es ni ha sido partidaria de los embozados comunistas que defienden la destrucción del régimen capitalista por la adquisición del poder político; que no quiere la centralización.

Sin embargo, según Santos Juliá, «las diferencias de teoría y práctica política» entre el grupo expulsado y los aliancistas de la FRE no eran tan grandes ya que los escindidos «eran tan apolíticos, tan antiestatales y tan obreristas» como estos últimos. «Como los aliancistas, los llamados autoritarios españoles también se preciaban de dar la espalda al poder político y al Estado» y como ellos «pensaban que todo lo que había que hacer era cuidar la organización obrera, pues sólo ella, al ser trasunto de la sociedad futura, podía acercar la hora de su advenimiento». «Sin duda, era necesario también organizar a la clase obrera en partido político, pero ninguno de los miembros de la Nueva Federación Madrileña se dio prisa alguna en crearlo y, cuando al fin lo hicieron, todos se guardaron de imponerle como tarea la participación en las luchas políticas del momento». Ambas ramas del internacionalismo español, la «autoritaria» y la «antiautoritaria», se guiaban «por la misma obsesionante preocupación: la clase obrera no podía dejarse arrastrar a las luchas políticas en las que no tenía nada que ganar y en las casi siempre dilapidaba penosos y largos esfuerzos de organización. Organizar antes que ir a las urnas o a la revolución; resistir a los patronos antes que hacer política; destruir el Estado antes que cambiar el gobierno».

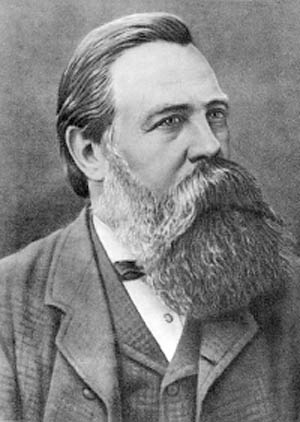
Friedrich Engels en 1871.

Entre el 2 y el 7 de septiembre, se celebró el Congreso de La Haya de 1872 en el que se iba a producir la ruptura definitiva entre marxistas y bakuninistas. Los cuatro representantes de la FRE que acudieron a La Haya eran bakuninistas —Farga Pellicer, Morago, N. Alonso Marselau (un antiguo religioso republicano que acabaría en las filas del carlismo) y Alerini (un refugiado de la Comuna de París)— y en representación de la Nueva Federación Madrileña fueron Paul Lafargue —que ya no volvería a España— y el director de La Emancipación, José Mesa. En el Congreso se ratificaron por amplia mayoría las tesis marxistas aprobadas en los anteriores congresos como las relativas a «la constitución del proletariado en partido político» y la conexión entre la lucha económica y la lucha política. Sin embargo, los cuatro delegados de la FRE se alinearon con los bakuninistas por lo que cuando el Congreso decidió expulsar de la Internacional a Bakunin y a su aliado suizo James Guillaume por no haber disuelto la Alianza Internacional de la Democracia Socialista firmaron junto con otros delegados un manifiesto mostrando su disconformidad. Todos ellos, decidieron reunirse en Saint-Imier (Suiza]) para celebrar un Congreso aparte en el que rechazaron la expulsión de Bakunin y de Guillaume, no reconocieron al Consejo General nombrado en La Haya y aprobaron una resolución que recogía las tesis bakuninistas y que contradecía la política defendida por la Internacional al insistir en que «la destrucción de todo poder político es el primer deber del proletariado…» «Todo poder político pretendidamente provisional y revolucionario… no puede ser más que un engaño». También se acordó que las federaciones regionales se relacionarían entre sí al margen del consejo general, con lo que se separaban de hecho de la Internacional. De esta forma se consumó la escisión bakuninista de la Primera Internacional.
La Nueva Federación Madrileña, en cambio, apoyó los acuerdos del Congreso de La Haya, junto con un reducido número de federaciones locales que seguían su misma línea «autoritaria», como la llamaban los anarquistas.
Al Congreso de Córdoba de la FRE —que en aquellos momentos contaba con unos 29.000 afiliados— celebrado entre el 25 de diciembre de 1872 y el 3 de enero de 1873 ya no asistió la Nueva Federación Madrileña ni las federaciones «autoritarias» vinculadas a ella como las de Lérida y Zaragoza. El Congreso rechazó las resoluciones «autoritarias» del Congreso de La Haya y aprobó las «antiautoritarias» del Congreso de Saint-Imier, alineándose completamente, pues, con la nueva Internacional anarquista.
La actitud de la Nueva Federación Madrileña ante la Primera República Española proclamada en febrero de 1873 fue completamente diferente de la adoptada por la FRE que en un manifiesto del 24 de febrero la calificó como «el último baluarte de la burguesía… y un desengaño completo para todos aquellos hermanos nuestros que todo lo han esperado y lo esperan de los gobiernos», afirmando a continuación que «la gran obra de emancipación de los asalariados no puede ser dirigida ni ejecutada por nadie, sino por la acción espontánea de los mismos trabajadores». La marxista Federación de Zaragoza, en conexión con la Nueva Federación Madrileña, hizo público un llamamiento completamente diferente:

A pesar de las calumnias y diatribas de que venimos siendo blanco diariamente de parte de todos los que representan el mundo del privilegio, nosotros no podemos menos de significar a nuestros hermanos los republicanos democráticos federales que en la nueva senda en que parece han entrado, pueden y deben contar con nuestras simpatías, pueden y deben contar mientras en ella se mantengan, con nuestro apoyo.

## El fin de la Nueva Federación Madrileña y la Asociación del Arte de Imprimir
La Nueva Federación Madrileña celebró un Congreso en Toledo el 25 de marzo de 1873 para constituir la Nueva Federación Española, junto con otras once «nuevas» federaciones locales que se habían formado en Cádiz, Zaragoza, Denia, Pont de Vilumara, Alcalá, Gracia, Játiva, Vitoria, Toledo, Valencia y Lérida, aunque solo asistieron delegados de las cuatro últimas. Al mes siguiente tuvo que cerrar el periódico La Emancipación por falta de recursos y de lectores, a pesar de los esfuerzos de José Mesa y de Pablo Iglesias, y de que Engels hubiera puesto dinero de su propio bolsillo. El último número se publicó el 12 de abril de 1873. La Nueva Federación Madrileña acabó disolviéndose poco después.
Cuando en enero de 1874 la Internacional fue prohibida en España el grupo de la Nueva Federación Madrileña utilizó como cobertura legal la Asociación del Arte de Imprimir, una cooperativa de tipógrafos fundada en 1871, a la que en marzo de 1873 se había unido Pablo Iglesias. Éste en mayo de 1874 fue elegido presidente al frente de una directiva totalmente renovada de la que formaban parte varios internacionalistas. A partir de entonces la Asociación se convirtió en una sociedad de resistencia, aunque eso supuso el abandono de la misma por parte de algunos de los asociados, hasta quedar reducidos a 194 a finales de año.
La pertenencia a la Asociación del Arte de Imprimir, según Santos Juliá, explicaría en gran medida «lo arraigado de las tesis apolíticas y antiestatales en el primer socialismo español» ya que sus miembros se sentían más «societarios que políticos». Tal como los recordaba el joven aprendiz Juan José Morato «conservaban ciertos hábitos como aristocráticos»: «acudían a las asambleas bien rasurados, vestidos con el traje dominguero, brillantes las botas y tocada la cabeza con el hongo reluciente de puro nuevo o de puro traído». Así el Arte de Imprimir, señala Juliá, «llegó a ser modelo de sociedad de resistencia por la constancia y fidelidad de sus miembros, la declaración científica de las huelgas, la garantía de una caja solvente, la moralización de sus afiliados. Cuna de un gigante, como la llamó Morato, andando el tiempo de ella habría de salir la Unión General de Trabajadores de parecida manera a como de la Nueva Federación Madrileña surgió el Partido Socialista Obrero Español».
José Mesa que tras la desaparición del periódico La Emancipación se había trasladado a París fue el enlace con los grupos marxistas europeos. Además de visitar en Londres a Marx y a Engels, y de retomar la relación con Paul Lafargue, Mesa trabó una estrecha amistad con el marxista francés Jules Guesde, cuya interpretación esquemática de la doctrina marxista —conocida precisamente como «guesdismo»— trasladará al grupo de Madrid.

## Consecuencias: el nacimiento del Partido Socialista Obrero (1879)

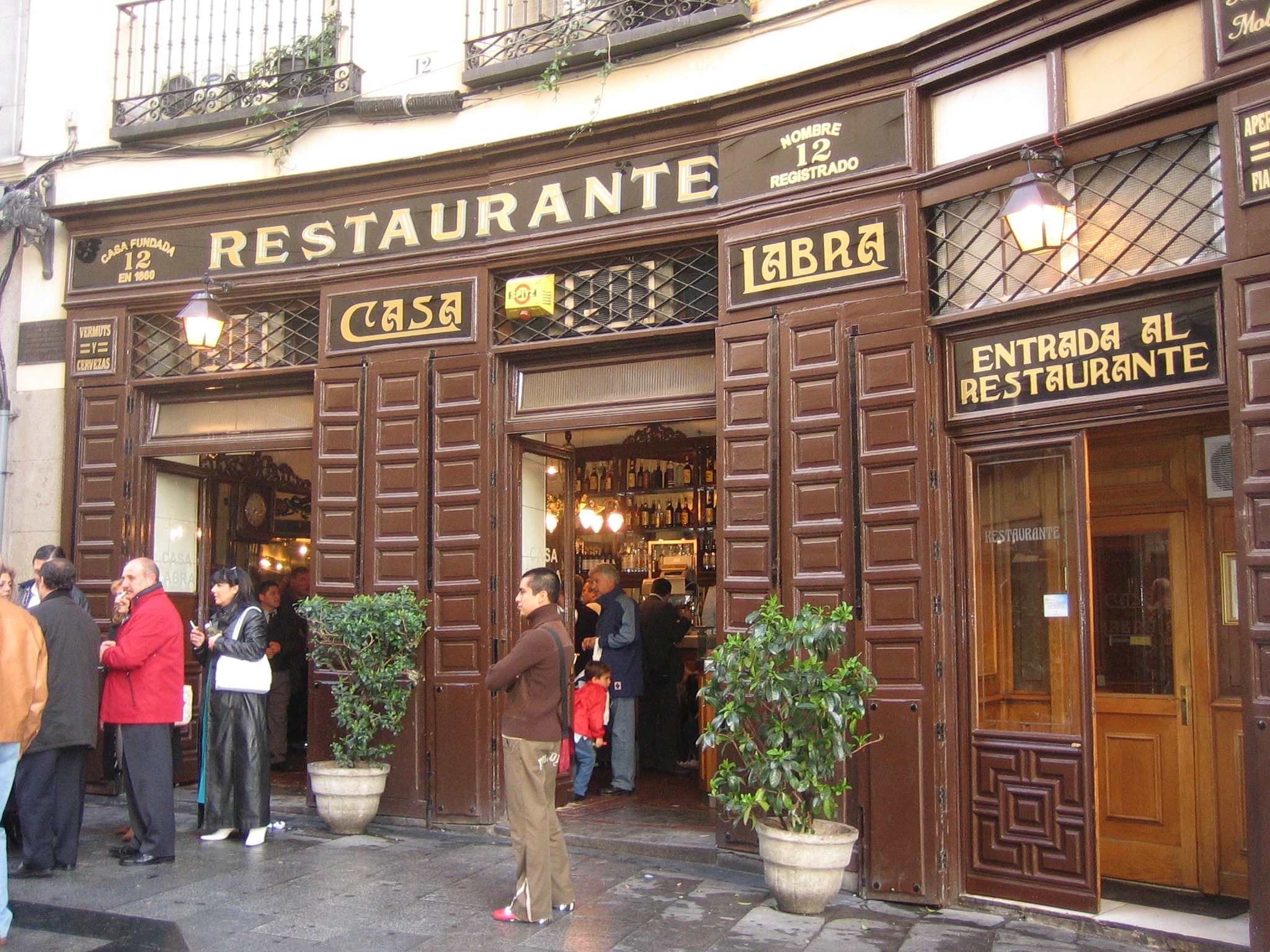
Casa Labra, lugar de fundación del Partido Socialista Obrero.

El grupo de «autoritarios» expulsados de la FRE-AIT pasó el resto de los años 1870 como una «piña de amigos», «asistiendo puntualmente a las tertulias en el café del Brillante y luego en el Lisboa» y durante ese tiempo no «se sintieron particularmente acuciados por la urgencia de transmitir su mensaje y captar adeptos: nueve eran en 1871 y no más de cuarenta en 1879».
Fue José Mesa el que transmitió al grupo la idea de Marx y de Engels de que fundaran un partido socialista. Aunque al principio hubo reticencias por considerarlo precipitado, fundamentalmente por parte de Francisco Mora, el grupo madrileño constituyó el Partido Socialista Obrero en un banquete de fraternidad internacional que celebró en una fonda madrileña de la calle de Tetuán, a espaldas de la Puerta del Sol, el 2 de mayo de 1879. Asistieron 16 tipógrafos, 2 obreros joyeros, 1 marmolista y 5 intelectuales —de los que solo dos seguirían con el proyecto: Alejandro Ocina, un tipógrafo que había decidido estudiar medicina, y su amigo de los últimos años de la carrera Jaime Vera—. En el acta de constitución se decía que se habían reunido «algunos trabajadores, con objeto de formar un partido que se denominaría socialista obrero, y cuya política se separaría de la que hacen los demás partidos burgueses». Se constituyó una Comisión organizadora compuesta por Pablo Iglesias, Victoriano Calderón, Gonzalo Zubiarre, Alejandro Ocina y Jaime Vera, aunque este último no pudo participar en sus trabajos porque estaba preparando la tesis doctoral ya que acababa de obtener la licenciatura en Medicina.
El 20 de julio se celebró la primera asamblea del nuevo partido en una taberna de la calle Visitación —a la que asistieron 21 personas—. En primer lugar se leyó una carta de Francia —probablemente de Mesa— y otra de Inglaterra —de Engels o de Lafargue— y luego se eligió a la primera Comisión Ejecutiva del partido —Pablo Iglesias, secretario; Inocente Calleja, tesorero; Alejandro Ocina, contador; y Alejandro Calderón y Gonzalo Zubiarre, vocales— y se aprobó el «Manifiesto y Programa», «hasta tanto un congreso obrero» lo «ratificase o enmendase» (se celebraría nueve años después en Barcelona). En este documento se decía:

[…] El Partido Democrático Socialista Obrero Español declara que su aspiración es: la abolición de las clases, o sea la emancipación completa de los trabajadores; la transformación de la propiedad individual en propiedad social o de la sociedad entera; la posesión del Poder político por la clase trabajadora.